# Höegh Autoliners
Höegh Autoliners är ett norskt rorofartygsrederi, som specialiserat sig på att äga och driva flytande LNG-terminaler. Höegh LNG har tio flytande LNG-terminaler, vilket gör det störst i världen på denna marknad, tillsammans med amerikanska Excelerate Energy.
Höegh Autoliners är ett systerföretag till Höegh LNG och har sitt ursprung i, och kontrolleras ytterst av, Leif Höegh & Co, som grundades 1927 av Leif Höegh. 